# Uchū Keiji Sharivan
Uchū Keiji Sharivan (宇宙刑事シャリバン Uchū Keiji Sharivan?) traducible como Comisario Espacial Sharivan), es la segunda serie de la saga Metal Hero.

## Trama
Den Iga pasa a ocupar el puesto de Comisario Espacial en la Tierra, mientras que su antecesor Gavan es promovido como capitán. Esta vez la amenaza es la Sociedad Secreta Mado, liderada por Maoh Saiki (Maoh Psycho).

## Personajes
- Sharivan/Den Iga: Originario de Inner Iga Island, se desempeñó como patrullero forestal hasta que Buffalo Doubler lo hirió fatalmente y lo salvó Gavan, quien lo llevó a Planet Bird para someterse a un entrenamiento especial y convertirse en Space Sheriff Sharivan, ayudando a Gavan durante su batalla final con Makuu antes de ser asignado para proteger la Tierra en lugar de su predecesor. Cuando se transforma con el comando Sekisha (赤射, Sekisha , Red Shine), el Grand Berth lo envuelve con partículas de Metal Solar que absorbe de las erupciones solares para formar su armadura en milisegundos. Como Sharivan, usa la espada Laser Blade en su movimiento característico Sharivan Grash o la pistola de mano Crime-Buster. Sharivan usa Prism Goggles para ver claramente el objeto. Se trata de unas gafas amarillas rectangulares con partículas de cristal.
- Lily: La novia de Sharivan de Planet Bird.

### Aliados
- Gavan/Retsu Ichiouji: El sheriff espacial que fue asignado previamente en la Tierra. Tras derrotar a Makuu, Gavan asigna a Sharivan la protección del planeta Tierra.
- Los organizadores: La resistencia anti-Madou, representada por Moore, Keith y Rita, que ayudan a Sharivan.
- Guerreros Iga: Los guerreros místicos del planeta Iga para proteger las maravillas y civilizaciones del Iga Crystal. Integrado por Jack, Henry, Maria y Kirk.
- Billy y Helen Bell: Hermanos guerreros Iga entrenados para ser Sheriff Espaciales. Después de que Billy muere, Helen se convierte en la aprendiz de Sharivan para vengar su muerte.

### Sindicato del Crimen Espacial Madou
El Sindicato del Crimen Espacial Madou (宇宙犯罪組織マドー, Uchū Hantsumi Soshiki Madō, literalmente "camino del demonio") es una organización de criminales psíquicos cuya sede, el Castillo Genmu (幻夢城, Genmu Shiro), se encuentra dentro del Mundo Genmu (幻夢界, Genmukai, Phantom Dream World), un "agujero blanco" donde termina toda la materia absorbida por los agujeros negros. El sindicato tiene la intención de conquistar el universo a través del caos creado por las habilidades psiónicas de sus miembros, junto con sus cazas espaciales y el acorazado Madou.
- Demon King Psycho: El gobernante inmóvil de Madou, capaz de proyectar su conciencia en múltiples formas, como su cuerpo cyborg completamente móvil Psychorror, que está armado con espadas gemelas que emiten rayos. Con Gavan lidiando con Psychorror, Sharivan destruye a Psycho. Sin embargo, por los eventos de Kamen Rider × Super Sentai × Space Sheriff: Super Hero Taisen Z que introdujo un desprendimiento de su conciencia llamado Psycholon, se revela que el verdadero cuerpo de Psycho es el propio Castillo Genmu cuando revive al recibir la energía del Cañón Superdimensión de la Unión de la Policía Galáctica. Sin embargo, Psycho es destruido definitivamente por el trabajo en equipo de los Space Sheriffs, los Kyoryugers y Kamen Rider Wizard.
- General Gyrer: Un comandante de campo con armadura negra que es derrotado por Sharivan. En la película cross-over, Retsu, Den y Dai pensaron erróneamente que Gyrer había revivido, pero en realidad era un vendedor que se parecía a Gyrer, para sorpresa del trío.
- Doctora Polter: Una mujer estratega que luchó contra Sharivan y Gavan.
- Reider: Un místico del Mundo de los Espíritus de la Muerte que tenía la intención de apoderarse de Madou, solo para ser destruido por Psychorror. Pero durante los eventos de Kamen Rider × Super Sentai × Space Sheriff: Super Hero Taisen Z, Reider revivió para ayudar en la resurrección de Psycho a través de la organización Space Shocker a la que proporciona su magia. Aunque asesinado, Reider revive como Space Reider antes de ser destruido definitivamente por Kamen Ride Beast y Kyoryu Gold.
- Miss Akuma 1 y 2: Las asistentes femeninas de Gyrer y la Doctora Polter. Miss Akuma 2 fue devorada por Gamagon. En cambio, Miss Akuma 1 fue asesinada junto con su amante mientras luchaba contra Sharivan y Gavan.
- Soldados Psychoers: También conocidos como Fighters, sirven como soldados de Madou con mallas negras decoradas con relámpagos.
- Hermanos Bengel: Un par de piratas espaciales de Dark Cloud Mazalan que aparecen en el episodio 11 que se unen brevemente a Madou llamado Bengel Tiger y Bengel Cobra. Ambos son asesinados rápidamente por Crime Buster de Sharivan y sus datos se utilizaron para crear Shouri Beast. Los poderes de Bengel Tiger incluyen minas, una espada, camuflaje, llamas de mano llamadas Bengel Fire, hilo explosivo y un cuchillo Bowie. Los poderes de Bengel Cobra incluyen minas, una lanza, camuflaje, llamas de mano llamadas Bengel Fire, hilo explosivo y una garra de muñeca.

## Actores
- Den Iga/Sharivan - Hiroshi Watari
- Gavan - Kenji Ōba
- Lili - Yumiko Furaya
- Mimi - Wakiko Kano
- Miyuki - Sumiko Kakizaki
- Comandante Kom - Toshiaki Nishizawa
- Kojiro - Masayuki Suzuki
- General Gailer - Satoshi Kurihara
- Doutora Porter - Hitomi Yoshioka
- Leider - Mitsuo Ando
- Miss Akuma 1 - Chieko Maruyama (1-22, 48-51) y Miyuki Nagato (23-47)
- Miss Akuma 2 - Lala (1-22) y Yui Mizuki (23-50)
- Marin - Kyoko Nashiro
- Maoh Saiki (Ma Oh Psych) - Shozo Izuka

- Datos: Q597424